# Idea nigricans
Idea nigricans är en fjärilsart som beskrevs av Hans Fruhstorfer 1898. Idea nigricans ingår i släktet Idea och familjen praktfjärilar. Inga underarter finns listade i Catalogue of Life.